# Horst (Sundhagen)
Horst ist ein Ortsteil der Gemeinde Sundhagen im Landkreis Vorpommern-Rügen.

Horst zwischen 1880 und 1920

## Geografie und Verkehr
Horst liegt 12 Kilometer östlich der Stadt Grimmen, 21 Kilometer südöstlich von Stralsund und 11,5 Kilometer nordwestlich von Greifswald. Westlich der ehemaligen Gemeinde verläuft die Bundesstraße 96 und östlich die Bundesstraße 105, die ehemalige B 96.

## Geschichte
Das Dorf Horst wurde am 12. März 1323 erstmals urkundlich erwähnt, die Gegend war aber schon wesentlich früher besiedelt. In der Urkunde verkauft die Familie von Gristow den Brüdern von Papenhagen (Bürger von Stralsund) 12 Hufen in Wüst-Eldena, Segebadenhau (Seghebodenhowe), Horst und Bremerhagen (Bremerhaghen).
Im Mittelalter befand sich auf dem Gemeindegebiet die Burg Ekberg. Sie diente als landesherrliche Befestigung der Fürsten von Rügen, die damals hier herrschten. Seit dem Dreißigjährigen Krieg (1618–1648) bis 1815 gehörte die Gemeinde zu Schweden, danach wurde die Gegend preußisch.
1871 weist die staatliche Statistik folgende Informationen auf: Horst hatte 60 Wohnhäuser mit 120 Haushaltungen und 476 Einwohner, 1867 waren es noch 510.
Seit 1896 war Horst durch die Bahnstrecke Greifswald–Grimmen–Tribsees gut an das Verkehrsnetz angebunden.
Am 1. Juli 1950 wurde die bis dahin eigenständige Gemeinde Segebadenhau eingegliedert.
Horst gehörte zum Land Mecklenburg, ab dem 25. Juli 1952 zum Bezirk Rostock und ab dem 3. Oktober 1990 zum Land Mecklenburg-Vorpommern. Es lag bis zum 11. Juni 1994 im Landkreis Grimmen in dessen jeweiligem Gebietszuschnitt und anschließend im Landkreis Nordvorpommern.
Die Gemeinde Horst schloss sich am 7. Juni 2009 mit den Gemeinden Behnkendorf, Brandshagen, Kirchdorf, Miltzow, Reinberg und Wilmshagen zur neuen Gemeinde Sundhagen zusammen. Sie bestand aus den Ortsteilen Horst, Jager, Gerdeswalde, Segebadenhau (eingemeindet am 1. Juli 1950) und Wendorf.

## Sehenswürdigkeiten

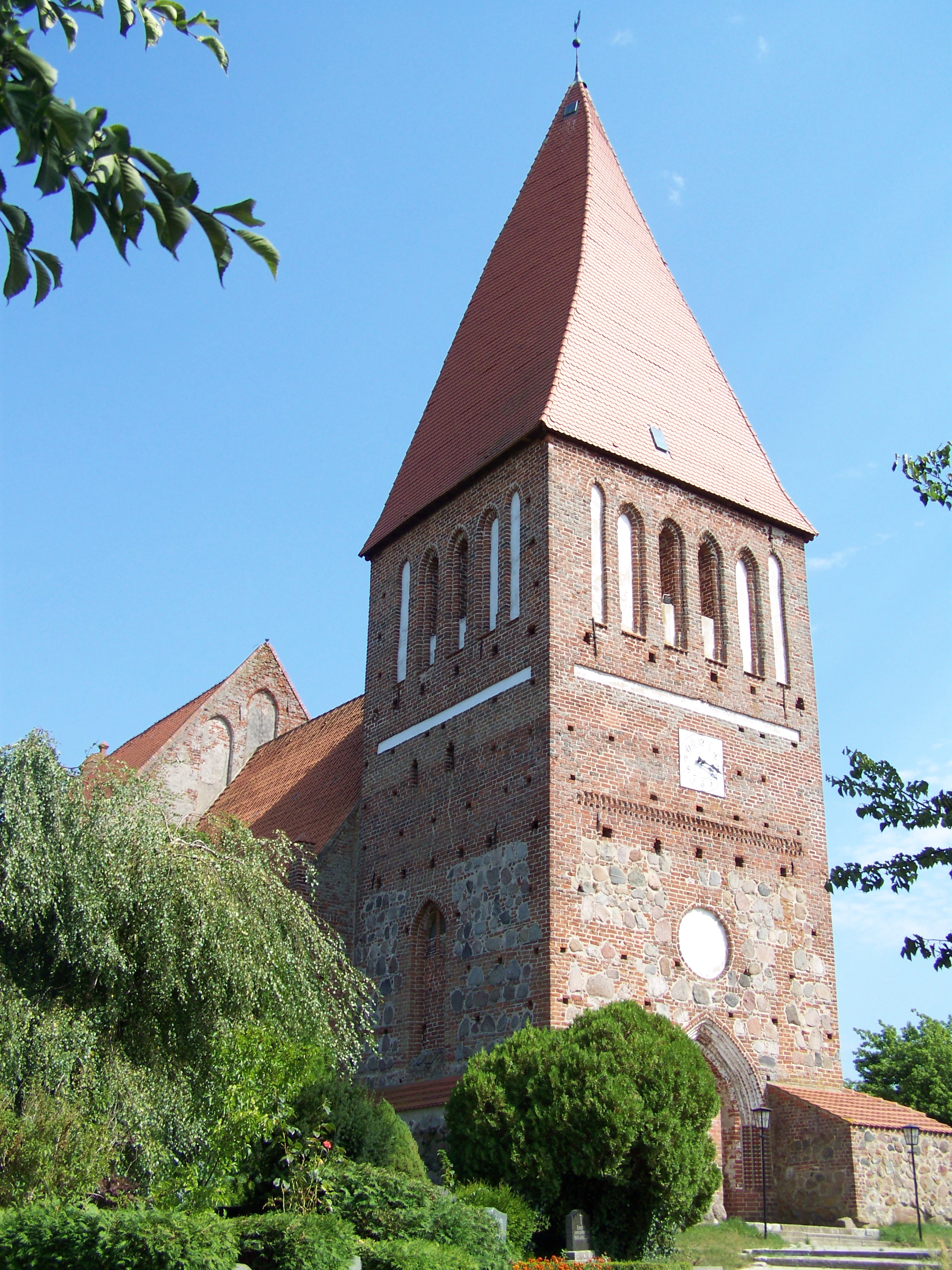
Dorfkirche in Horst

- Gotische Kirche Horst aus dem 14. Jahrhundert
- Jagersche Kapelle aus dem Jahr 1800

→ Siehe auch Liste der Baudenkmale in Sundhagen

## Söhne und Töchter des Ortes
- Albert Georg Schwartz (1687–1755), Theologe, Historiker und Philosoph